# Kinga Preis
Kinga Anna Preis (sinh ngày 31 tháng 8 năm 1971, tại Wrocław) là một nữ diễn viên người Ba Lan.

## Cuộc đời và sự nghiệp
Kinga Preis tốt nghiệp Học viện nghệ thuật sân khấu Ludwik Solski vào năm 1996 . Năm 2006, cô nhận được Giải thưởng Zbigniew Cybulski cho hạng mục Nữ diễn viên trẻ xuất sắc nhất. Năm 2010, cô được trao tặng Huân chương chữ thập vàng Cross of Merit . Năm 2011, cô được trao tặng Huy chương Bạc cho những cống hiến văn hóa – Gloria Artis .
Bộ phim đầu tiên có sự góp mặt của cô đó là Opowieści weekendowe: Niepisane prawa (Câu chuyện cuối tuần: Luật bất thành văn ) của đạo diễn Krzysztof Zanussi vào năm 1996. Kinga Preis hai lần được trao Giải thưởng Điện ảnh Ba Lan: Đại bàng cho hạng mục Nữ diễn viên chính xuất sắc nhất vào các năm 2001 và 2005 .

## Điện ảnh
- 1996: Opowieści weekendowe: Niepisane prawa - Jolanta
- 1997: Pokój 107 (TV) - Zośka
- 1997: Farba - Majka
- 1998: Poniedziałek - Renata
- 1998: Dom Pirków - Mẹ của Pirks
- 1999: Wrota Europy - Hala
- 2000-2001: Przeprowadzki (TV) - Róża Szczygieł
- 2000: Twarze i maski (TV) - Agnieszka Horn
- 2000: To ja, złodziej - Mẹ của Pyza
- 2001: Wtorek - Renata
- 2001: Cisza - Mimi
- 2003: Symmetry - Vợ của Dawid
- 2004: Nigdy w życiu! - Kinga
- 2004: Kryminalni (TV, tập 12) - Teresa Nowacka
- 2005: Defekt (TV) - Malcowa, vợ của Szymek
- 2005: Przybyli ułani - Jadźka, vợ của Marian
- 2005: Karol - Un uomo diventato Papa - Mẹ của Józef
- 2005: Komornik - Gosia
- 2005: Boża podszewka II - Maryśka Jurewicz-Lulewicz
- 2006: Statyści - Bożena Popławska-Ochman
- 2006: Fundacja - Kazia
- 2006: S@motność w sieci - Iwona, bạn của Ewa
- 2006: Co słonko widziało
- 2007: Ogród Luizy - Anna Świątek
- 2007: Regina (TV) - Anna Raj
- 2008: Cztery noce z Anną - Anna
- 2008: Jeszcze raz - Grażyna
- 2008: Rysa - Zosia
- 2008: Louise's Garden
- 2008−2012: Ojciec Mateusz (TV) - Natalia
- 2009: Dom zły - Bożena Dziabasowa
- 2009: Idealny facet dla mojej dziewczyny - Plesicowa
- 2010: Milion dolarów - Bożenka
- 2010: Joanna - Staszka Kopeć
- 2010: Nie ten człowiek - Khách hàng của cửa hàng cá cảnh
- 2011: Róża - Amelia
- 2011: Sala samobójców - psychiatrist Karolina
- 2011: W ciemności - Wanda Socha
- 2011: Instynkt (TV, tập 9) - Karlikowa
- 2012: Ja to mam szczęście (TV) - Joanna
- 2014: The Mighty Angel
- 2015: The Lure
- 2016: WszystkoGra - Roma
- 2018: Pułapka (TV) - Natalia Różańska
- 2019: Stulecie Winnych - Bronislawa

## Giải thưởng
Giải thưởng Điện ảnh Ba Lan: Đại bàng
- Nữ diễn viên chính xuất sắc nhất:
  - Năm 2001: Cisza - Mim
  - Năm 2005: Komornik - Gosia Bednareki
- Nữ diễn viên phụ xuất sắc nhất:
  - Năm 2002: Wtorek - Renata
  - Năm 2011: Sous la ville - Wanda Socha
  - Năm 2014: Pod Mocnym Aniołem - Mania